# چیلاونیا
چیلاونیا (به ایتالیایی: Cilavegna) یک کومونه در ایتالیا است که در استان پاویا واقع شده‌است.

## خصوصیات
چیلاونیا ۱۸٫۰ کیلومترمربع مساحت و ۵٬۳۵۲ نفر جمعیت دارد و ۱۱۵ متر بالاتر از سطح دریا واقع شده‌است.